# Nothocasis tangens
Nothocasis tangens là một loài bướm đêm trong họ Geometridae.